# Kimberley Dekker
Kimberley Dekker (Den Haag, 25 december 1991) is een Nederlands radio-presentator die werkzaam is bij JOE, en eerder op Qmusic en NPO Radio 2.

## Loopbaan
Dekker was vanaf 2016 te horen bij Qmusic. In 2015 meldde ze zich aan voor het Qcollege, een opleidingstraject voor jong talent bij Qmusic. Ze viel al snel op en kreeg na het Qcollege haar eigen radioprogramma bij de zender. In januari 2017 kreeg ze haar eigen ochtendshow in het weekeinde. Na het vertrek van Lieke Veld nam ze het programma tijdens de lunch voor haar rekening. Vanaf de zomer van 2018 was ze van 10:00 tot 12:00 uur in het weekeinde te horen. Op 16 februari 2020 liet Dekker weten te zullen stoppen bij Qmusic. Op 1 maart 2020 presenteerde ze haar laatste programma.
Vanaf 6 oktober 2020 presenteerde Dekker op donderdag en vrijdag het programma 't Wordt Nu Laat op NPO Radio 2, afwisselend met Carolien Borgers. Op 23 december 2020 maakte Borgers bekend te stoppen bij WNL en vanaf januari 2021 over te stappen naar AVROTROS om op zaterdagmiddag tussen 16:00 en 18:00 uur Muziekcafé te gaan presenteren. 
Sinds 5 januari 2021 was Dekker van dinsdag tot en met vrijdag tussen 00:00 uur en 2:00 uur te horen met 't Wordt Nu Laat op NPO Radio 2. Wegens een nieuwe doordeweekse nachtprogrammering van NPO Radio 2 per 3 januari 2022, raakte WNL haar zendtijd in de nacht kwijt. Dekker was daardoor donderdag 23 december 2021 voor het laatst te horen op NPO Radio 2.
Vanaf 8 januari 2022 keerde Dekker terug naar Qmusic om daar een middagprogramma in het weekend te gaan presenteren.
Bij de start van radiostation JOE op 1 september 2023 was Dekker een van de Qmusic dj's die hielp bij het opstarten van het station. Ze was daar elke werkdag te horen tussen 07.00 en 10.00 uur 's ochtends. In januari 2024 werd bekend dat Dekker elke werkdag de uren tussen 13.00 en 16.00 uur ging presenteren en volledig overstapte van Qmusic naar JOE.